# Bertha von Arnswaldt

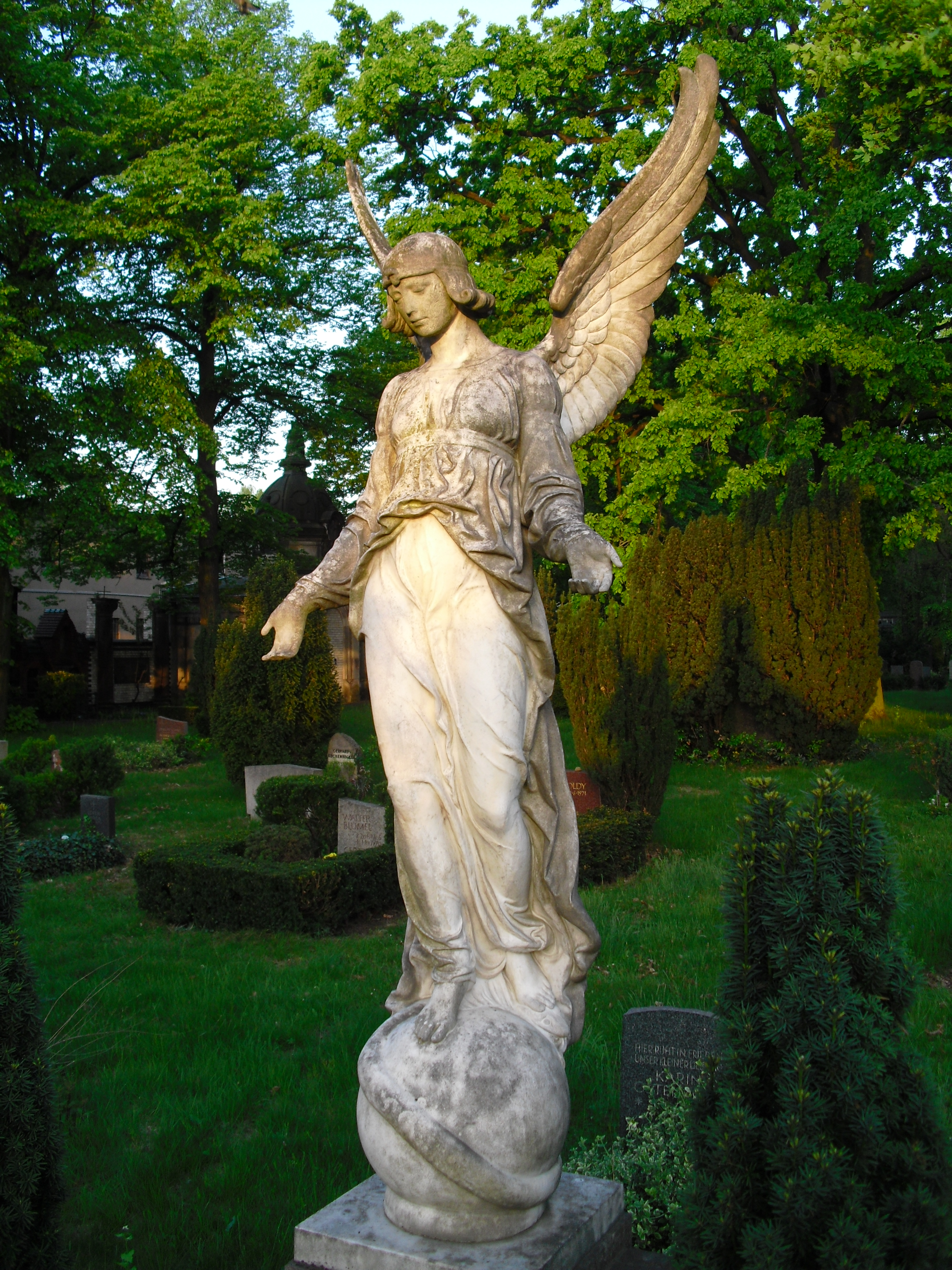
Grab der Bertha von Arnswaldt auf dem Alten 12-Apostel-Friedhof in Berlin-Schöneberg

Louis Andreae-Holland im Stammverzeichnis der Familie Andreae von Alexander Dietz (Eintrag für Seite 164), als Nachfahren von Johann Valentin Andreae und Jakob Andreae. Dadurch wird die Verwandtschaft zu Albert Andreae de Neufville und Thomas Mann offenbar

Bertha Freifrau von Arnswaldt, geb. Holland (* 3. Februar 1850 in London; † 12. Juli 1919 in Berlin-Schöneberg), war eine Berliner Salonnière.

## Leben und Wirken
Die Tochter des Karl Holland und der Dorothea geb. Gerson führte, bereits zum dritten Mal verwitwet, seit 1910 einen literarischen Salon in Berlin. Vielen Habitués galt er als der bedeutendste Berliner Salon in den Jahren unmittelbar vor Ausbruch des Ersten Weltkrieges 1914. Seine Besonderheit lag in der ungewohnten sozialen Vielfalt seines Publikums: Sowohl Vertreter des reichen Wirtschaftsbürgertums und des hauptstädtischen preußischen Adels als auch Schriftsteller der beginnenden Moderne fanden den Weg ins Haus der Baronin Arnswaldt am Nollendorfplatz 7. Ihre Geselligkeit war berühmt für eine intensive Gesprächs- und Debattenkultur, die schon deutliche Züge des 20. Jahrhunderts zeigte und mit dem dezenten, rokokohaften Stil des vergangenen Jahrhunderts nur mehr wenig gemein hatte. Eine wichtige Rolle unter den Habitués der Frau von Arnswaldt spielte die Familie Rathenau. Der bürgerliche Salon Arnswaldt kann als Bindeglied zwischen der klassischen, aristokratisch geprägten Geselligkeit der Kaiserzeit und der Spätblüte des Salonlebens in der Weimarer Republik gelten. Bertha von Arnswaldt wurde auf dem Alten 12-Apostel-Friedhof an der Kolonnenstraße in Berlin-Schöneberg beigesetzt. Die kunsthistorisch bedeutende Grabstätte wird von einem expressionistisch aufgefassten Marmorengel geschmückt.
Sie führte den nicht offiziell verliehenen Titel Freifrau oder Baronin.

## Familie
Bertha Holland war dreimal verheiratet:
- 1. 1870 Karl Louis Andreae (1839–1878), Bankier. Drei Kinder, darunter:
  - Fritz Andreae (1873–1950) ⚭ Edith Rathenau, Tochter Emil Rathenaus
- 2. 1882 Hermann Giesenberg († 1892), Architekt. Eine Tochter
- 3. 1894 Hermann von Arnswaldt (1841–1910), Reichstagsabgeordneter (Welfenpartei). Kinderlos

## Bekannte Habitués
- Conrad Ansorge
- Gustav Bergmann
- Leo Blech
- Theodor Däubler
- Franz Dülberg
- Heinrich Finkelstein
- Cäsar Flaischlen
- Max Friedlaender
- Wolfgang Goetz
- Robert Lachmann
- Eckart von Naso
- Elisabeth Ohlhoff
- Walther Rathenau
- Ernst Rowohlt
- Carl Ludwig Schleich
- Oskar A. H. Schmitz
- Hermann Sudermann
- Conrad Veidt